# Jos Ratinckx
Joseph Leopold Ratinckx (Antwerpen, 9 januari 1860 - Berchem, 17 november 1937) was een Belgisch kunstschilder.
Zijn vader wenste dat hij na de lagere school zou opgeleid worden tot typograaf en weigerde dus de vraag van zijn zoon om de cursussen aan de Academie voor Schone Kunsten te mogen volgen. Met het gevolg dat Jos in het atelier van de gebroeders Ratinckx, neven van zijn vader, als leerling-drukker terechtkwam. Het was nochtans zijn werkgever die de vader ertoe kon bewegen zijn zoon als steendrukker de kans te bieden. Gedurende negen jaar volgde hij dan teken- en schilderlessen onder leiding van bekende professoren en kunstenaars, onder anderen Nicaise De Keyser en Karel Verlat.
Hij werd intussen bedreven in de steendrukkunst doch dit vak kon hem niet meer boeien. Hij wilde zich volledig kunnen uitleven als kunstschilder. Ondanks dat hij bekendstond als kundig aquarellist, ging zijn voorkeur toch uit naar olieverfschilderijen. Hij werd op 17 november 1895 verkozen tot gemeenteraadslid, doch verliet de gemeenteraad bij zijn aanstelling tot directeur en lesgever aan de gemeentelijke tekenschool.